# Standseilbahnen in Lissabon

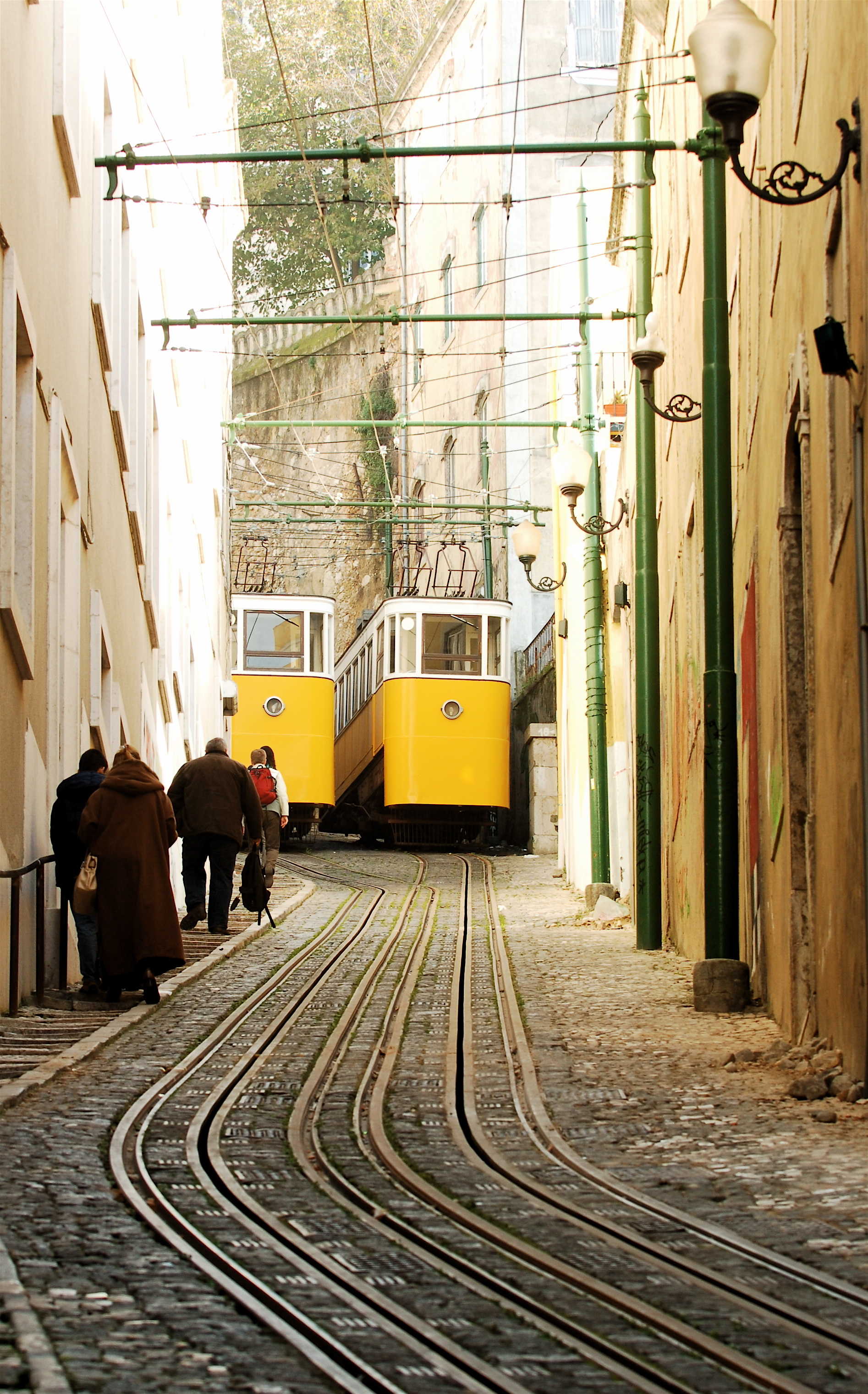
Ascensor do Lavra (2007)

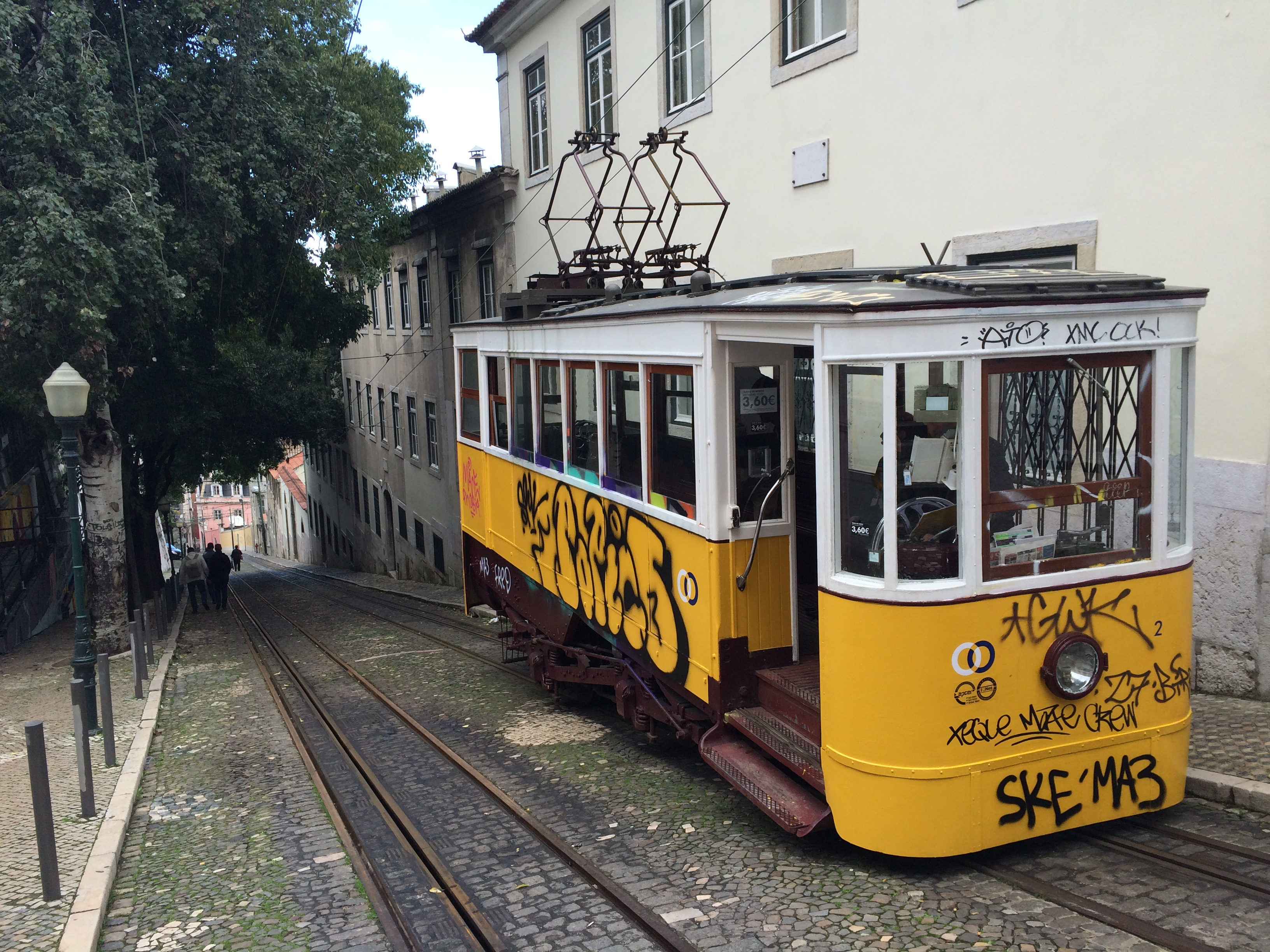
Ascensor da Glória, Wagen 2 (2014)

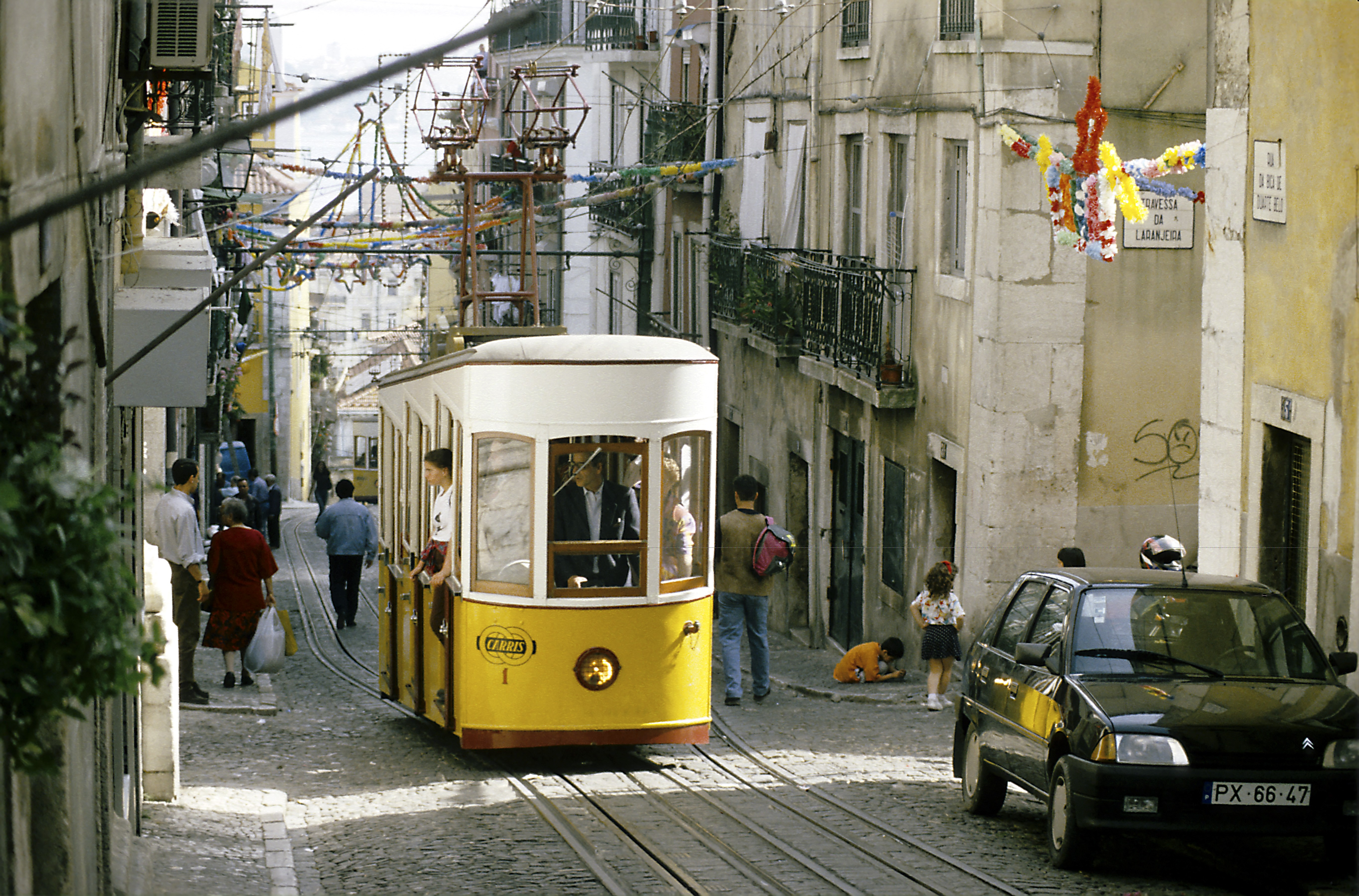
Ascensor da Bica (1996)

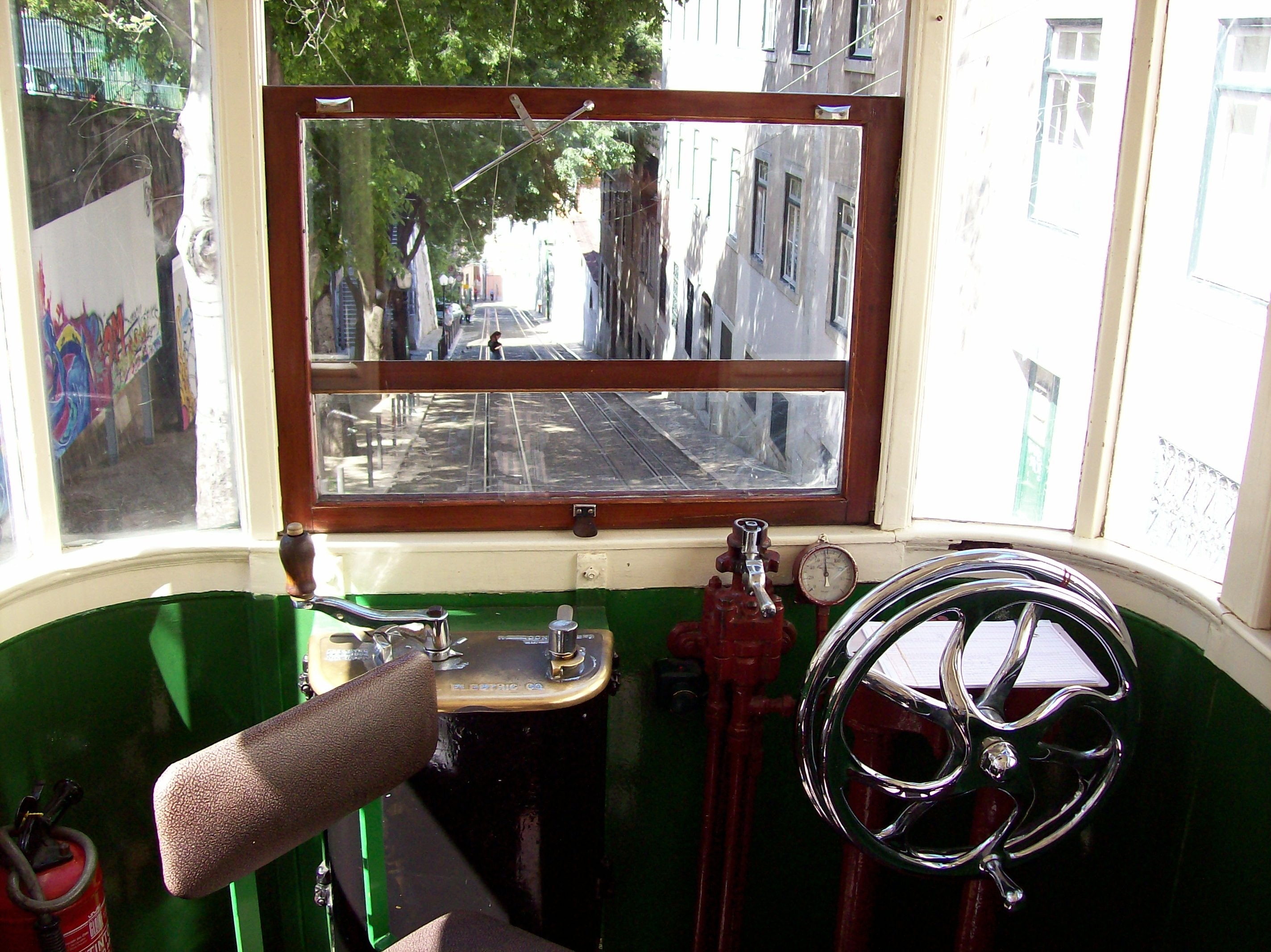
Ascensor da Glória, Fahrschalter, Führerbremsventil und Handbremse am talseitigen Wagenende

Die drei Standseilbahnen in Lissabon, portugiesisch Ascensores de Lisboa (übersetzt Aufzüge von Lissabon), verkehren in der portugiesischen Hauptstadt, um tiefer gelegene Teile der Altstadt mit höher gelegenen zu verbinden. Außer mit der Standseilbahn sind sie auch mit der konventionellen Straßenbahn technisch verwandt. Ihre Seile sind – im Gegensatz zu Standseilbahnen – vollständig unter der Straßenoberfläche verborgen. Im Gegensatz zu einer Kabelstraßenbahn ist das die Wagen über eine Seilscheibe verbindende Seil stets fest mit dem Fahrzeug verbunden. Die Wagen laufen mit klassischen Straßenbahnradsätzen auf im Straßenraum eingedeckten Rillenschienen, deshalb gibt es keine Abtschen Weichen, sondern nur Gleisverschlingungen. Bei den Elevadores do Lavra und da Glória erfolgt der Antrieb wie bei einer Straßenbahn mittels Adhäsion über die Räder der Wagen. Das Seil dient lediglich dem Massenausgleich zwischen dem tal- und dem bergwärts fahrenden Wagen, wodurch der Energieaufwand für die Bergauffahrt reduziert wird. Im Normalfall übt der talfahrende Wagen Zugkraft aus und zieht den bergfahrenden über das Seil nach oben. Zangenbremsen sind wegen der eingedeckten Rillenschienen nicht anwendbar. Die Fangbremsen wirken deshalb auf den Zugseilkanal.
Es handelt sich um die folgenden drei Bahnen, alle verfügen – wie die Straßenbahnen der Stadt – über eine Spurweite von 900 Millimetern:
- Ascensor do Lavra – eröffnet 1884, Länge 182 m, Höhendifferenz 43 m, max. Steigung 25,0 %, Karte
- Ascensor da Glória – eröffnet 1885, Länge 265 m, Höhendifferenz 48 m, max. Steigung 18,0 %, Karte
- Ascensor da Bica   – eröffnet 1892, Länge 260 m, Höhendifferenz 45 m, max. Steigung 19,1 %, Karte

Zusätzlich existiert mit dem 2024 eröffneten Elevador da Graça eine weitere Standseilbahn, die allerdings technisch von den anderen Bahnen abweicht.

## Geschichte
Die drei Bahnen wurden gebaut, um auch diejenigen Stadtteile Lissabons erschließen zu können, die von der ab 1873 verkehrenden Pferdestraßenbahn wegen der starken Steigungen nicht bedient werden konnten. Sie verkehren durch schmale Anliegerstraßen und wurden ursprünglich mittels Wasserballast angetrieben. Im Zuge des beginnenden Ersatzes der seit 1890 verkehrenden Kabelstraßenbahn durch elektrische Straßenbahnen wurden schließlich auch die Standseilbahnen zwischen 1910 und 1914 auf elektrischen Antrieb umgestellt. Genau wie die Straßenbahn werden auch sie mit 600 Volt Gleichspannung betrieben. Hersteller der Bahnen war die Firma Ascensores Mecanicos de Lisboa, deutsch Mechanische Aufzüge von Lissabon.
Betreiber der Standseilbahnen ist, wie auch für die anderen städtischen Verkehrsmittel wie die Straßenbahn in Lissabon, der städtische Verkehrsbetrieb Carris. Trotz ihrer Ähnlichkeit zur Straßenbahn werden sie als Ascensor (Aufzug) bezeichnet und im allgemeinen Sprachgebrauch manchmal auch Elevador genannt, was eigentlich ein senkrecht fahrender Aufzug ist (beispielsweise der Elevador de Santa Justa).
Die drei Bahnen gelten als äußerst zuverlässig und blieben über ein Jahrhundert lang von Unfällen fast vollständig verschont. Die Wagen wurden in den letzten Jahren häufig zum Ziel von Sprayern, die den gelb-weißen Lack beschädigten. Die Bahnen gelten schon seit einiger Zeit als nationale technische Denkmale.

## Besonderheiten
Bei den Ascensores do Lavra und da Gloria verfügen die Wagen über je einen Fahrmotor pro Achse. Diese sind in Tatzlageranordnung in die Laufgestelle der Fahrzeuge integriert und werden über die Fahrschalter in den Führerständen der beiden Wagen gesteuert. Das Fahren ist nur möglich, wenn beide Fahrzeugführer den Fahrschalter betätigen. Andererseits kann jeder der beiden Wagenführer – falls erforderlich – unabhängig eine Notbremsung einleiten, woraufhin beide Fahrzeuge gleichzeitig zum Stehen kommen. Zum Fahren werden die Motoren beider Wagen in Reihe geschaltet. Aus diesem Grund verfügen die Standseilbahnen über zweipolige Oberleitungen, wobei die Minusleitung des ersten Wagens unmittelbar mit der Plusleitung des zweiten verbunden ist.
Der Elevador da Bica ist dagegen eine klassische Standseilbahn mit einer unter der Straßenebene liegenden Fördermaschine an der Bergstation. Die ebenfalls zweipolige Fahrleitung dient hier nur der Versorgung der Wagenbeleuchtung. Das Zugseil verläuft wie bei den anderen Bahnen in je einem Kanal unter der Fahrbahn.
Die drei Standseilbahnen werden über das Stromnetz der Straßenbahn Lissabon mitversorgt. Der Ascensor da Glória wird durch die Oberleitung der Linie 24E, der Ascensor da Bica durch die Oberleitung der Linie 28E gespeist. Im Fall des Ascensor do Lavra blieb eigens hierfür, trotz des dort bereits seit 1920 eingestellten Straßenbahnbetriebs, die Oberleitung der ehemaligen Linie 4 auf dem kurzen Abschnitt Torel – Campo Mártires da Pátria als Speiseleitung erhalten.
Die Wartung der Fahrzeuge erfolgt nicht in der Hauptwerkstatt der Straßenbahn, sondern vor Ort im Freien, da der Ab- und Rücktransport der Wagen zu umständlich wäre. Für große Inspektionen werden die Wagenkästen von den Laufgestellen getrennt, bei Bedarf wird auch vor Ort lackiert. Für diese Arbeiten wird der Betrieb der jeweiligen Bahn unterbrochen.
Auf der Strecke der Bahn wird das Radrennen Subida à Glória veranstaltet.
Auf dem Elevador da Graça, welche im Gegensatz zu den anderen Bahnen auf einer vom restlichen Verkehr getrennten Trasse verläuft, wird ein einziger Wagen eingesetzt.